# Rußspinner
|  | Dieser Artikel wurde aufgrund von formalen oder inhaltlichen Mängeln in der Qualitätssicherung Biologie im Abschnitt „Insekten“ zur Verbesserung eingetragen. Dies geschieht, um die Qualität der Biologie-Artikel auf ein akzeptables Niveau zu bringen. Bitte hilf mit, diesen Artikel zu verbessern! Artikel, die nicht signifikant verbessert werden, können gegebenenfalls gelöscht werden. Lies dazu auch die näheren Informationen in den Mindestanforderungen an Biologie-Artikel. |

Der Rußspinner (Ocneria detrita, Syn.: Parocneria detrita), auch Kleiner Schwammspinner, ist ein Schmetterling aus der Unterfamilie der Trägspinner (Lymantriinae) welcher in Frankreich, Italien, Teilen Mitteleuropas, Südost- und Osteuropas verbreitet ist.

## Merkmale
Während die Grundfarbe der Männchen braungrau ist und sie eine unregelmäßige, dünne, dunklere Querlinie besitzen, sind die Weibchen etwas dunkler als die Männchen und zeichnungslos. Die Flügelspannweite beträgt 30 bis 34 Millimeter.
Die Raupen haben eine dunkle, blaugraue fast schwarze Grundfarbe und eine weiße Rückenlinie. Am 9. und 10. Segment befinden sich obenauf rote behaarte Warzen. Ein wenig seitlicher befinden sich schwarzgrau behaarte Warzen und noch eine Reihe tiefer sind die Warzen orangerot. Über den Füßen befinden sich graue Warzen. Die Stigmen sind schwarz und die Bauchbeine rötlich grau. Der rundliche Kopf besitzt die gleiche Grundfarbe wie der Körper und ist auch gleich wie dieser weißlich bestäubt.
Die Art verbringt ungefähr drei Wochen in ihrer schwarzen Puppe, mit grün und braunen Haarbüscheln, welche sich in einem lockeren Gespinst befindet.

## Lebensweise
Die Falter fliegen in einer Generation von Anfang Juni bis Ende September und überwintern als halbwüchsige Raupen. Diese ernähren sich fast nur von Eichen (Quercus). Deshalb kommt die Art vor allem in Eichenwäldern vor.

## Belege
1. ↑  Esper, J. C. (1782): Die Schmetterlinge in Abbildungen nach der Natur mit Beschreibungen. Dritter Theil. pl. I-LXXIX. Erlangen (Wolfgang Walther).
2. ↑  Rußspinner. auf: lepiforum.de, Abschnitt: Weitere Informationen
3. 1 2  Europäische Schmetterlinge: Parocneria detrita. (Seite nicht mehr abrufbar, festgestellt im Mai 2019. Suche in Webarchiven)  Info: Der Link wurde automatisch als defekt markiert. Bitte prüfe den Link gemäß Anleitung und entferne dann diesen Hinweis. auf: lepidoptera.pl, Abschnitt: Vorkommen - Lebenszyklus, Fluggebiet und Verbreitung
4. ↑  Karl Eckstein: Die Schmetterlinge Deutschlands mit besonderer Berücksichtigung ihrer Biologie. Band 2, S. 58. (online auf: archive.org, S. 204)